# Bosque de Eshtaol
Bosque de Eshtaol (en hebreo: יער אשתאול) es un bosque en Israel, que se encuentra al norte de Beit Shemesh, cerca Ta'oz e Neve Shalom. El Bosque de los Mártires se encuentra al este. El bosque es un área de recreación popular y es uno de los bosques más grandes de Israel. El bosque (como muchos otros bosques en Israel) fue plantado por el Fondo Nacional Judío, que continúa expandiéndolo. El bosque tiene una superficie de 12 000 dunam (12 kilómetros cuadrados).
En el bosque de Eshtaol hay una ruta de senderismo de 8 kilómetros. Además de numerosas áreas recreativas y de pícnic, hay carreteras internas que permiten realizar trayectos panorámicos por el bosque. La ruta de senderismo de Eshtaol también contiene parte de la palabra más grande Sendero nacional de Israel.
Un incendio forestal de 2015 calcinó 202 hectáreas.
El bosque tiene un área de esparcimiento que lleva el nombre de Bernardo O'Higgins, el primer líder del Chile independiente. Su imagen está grabada en la cara de una moneda gigante incrustada en una roca.